# Ebbie Tam
Ebbie Tam, née le 31 octobre 1997 à Hong Kong, est une actrice sino-néerlandaise.

## Filmographie

### Cinéma et téléfilms
- 2005 : Het paard van Sinterklaas : Winky Wong
- 2006 : Van Speijk : Miu Lee
- 2006 : Genji : Bo
- 2007 : Waar is het paard van Sinterklaas? : Winky Wong